# Volksrepräsentantenversammlung
Die Volksrepräsentantenversammlung oder Versammlung der Volksvertreter (arabisch مجلس نواب الشعب Madschlis Nuwwāb asch-Scha‘b, französisch Assemblée des représentants du peuple – ARP) ist seit 2014 das gesetzgebende Organ Tunesiens.
Dieses Einkammerparlament ist laut Art. 50 der tunesischen Verfassung von 2014 die Vertretung des tunesischen Volkes; durch sie übt es seine Legislativgewalt aus. Nach den Vorstellungen der Verfassungsväter soll ein Kräftegleichgewicht zwischen dem Präsidenten und dem mit starker Stellung ausgestatteten Parlament hergestellt werden (semi-präsidentielles Regierungssystem), um eine autokratische Herrschaft zu unterbinden.
Die Volksrepräsentantenversammlung besteht aus 217 Abgeordneten, die erstmals in der Parlamentswahl von 26. Oktober 2014 bestimmt wurden. Der scheidende Präsident der verfassunggebenden Versammlung, Mustafa Ben Jaafar, berief die konstituierende Sitzung der Volksrepräsentantenversammlung gemäß Art. 57 der Verfassung für den 2. Dezember ein. Mit ihrer Konstituierung trat sie am 2. Dezember 2014 an die Stelle der Verfassunggebenden Versammlung, die in der Übergangsphase nach der Tunesischen Revolution zugleich als allgemein gesetzgebendes Organ gedient hatte. Ihr war wiederum die Wahl zur Verfassunggebenden Versammlung im Oktober 2011 vorausgegangen. Unter dem langjährigen, autokratisch regierenden Präsidenten Ben Ali hatte zuletzt ein zweigliedriges Parlament aus Abgeordnetenkammer und Kammer der Berater bestanden, das sich jedoch fest in der Hand des Präsidenten und seiner Partei, der Konstitutionellen Demokratischen Sammlung (RCD), befand.
In der ersten Legislaturperiode wurde am 4. Dezember 2014 das Präsidium der Volksrepräsentantenversammlung gewählt, nachdem sich die Abgeordneten beim ersten Zusammentritt am 2. Dezember noch nicht auf Kandidaten geeinigt hatten. Da Art. 59 der Verfassung bestimmt, dass der Präsident in der ersten Sitzung gewählt wird, musste die erste Sitzung bis zum 4. Dezember ausgedehnt und vertagt werden. Parlamentspräsident wurde Mohamed Ennaceur von der stärksten Partei Nidaa Tounes. Er hat zwei Vizepräsidenten, den Ennahda-Politiker Abdelfattah Mourou und Faouzia Ben Fodha (UPL).
Am 30. März 2022 ordnete Staatspräsident Kais Saied die Auflösung des tunesischen Parlaments, das zuvor acht Monate suspendiert gewesen war, an.